# Перший діловий
«Перший діловий» — закритий український інформаційний медійний бренд, який включає телеканал і портал Fbc.ua. Телеканал припинив мовлення 1 лютого 2023 року.

## Про канал
На телеканалі виходили випуски новин, як фінансово-економічних, так і політичних, інформаційні й аналітичні блоки, які оперативно відображають динаміку подій дня, інформація про події в місті, країні, світі, не порушуючи при цьому загальну структуру сітки мовлення телеканалу. Передбачені прямі ефіри, текстові відеоматеріали, рядок, що біжить, телетекст. 
Програмне наповнення «Першого Ділового» орієнтоване на підприємців, менеджерів вищої та середньої ланок, експертів і аналітиків.
Спочатку виходив під логотипом Заграва (з січня 1997 до весни 2002 року ділив 37 канал у місті Київ з ТРК «Ютар»).
31 березня 2004 року отримав супутникову ліцензію на цілодобове мовлення під логотипом «Перший Діловий канал», але мовити почав у 2005 році. З 30 травня до 19 листопада 2006 мав назву «ТВ-1».
20 листопада 2006 року «ТВ-1» провів ребрендинг у «Перший Діловий».
24 лютого 2022 року після російського вторгнення в Україну телеканал тимчасово припинив мовлення. Висіла заставка каналу з бігучим рядком. 23 березня було відновлено мовлення, транслювався марафон «Єдині новини» з логотипом телеканалу «Рада».
1 лютого 2023 року телеканал остаточно припинив мовлення.

## Програми
- Новини
- Бізнес
- Бізнес. Підсумки
- Діловий ранок
- Новини. Підсумки
- Сюжети
- Ексклюзив
- Висновки. Світ
- ІТ-бізнес
- Історія бізнесу
- Бізнес без краваток
- Агробізнес
- Реальна ферма
- Міжнародна економіка
- Споживча довіра
- Злиття і поглинання
- Транспорт
- Пресс-огляд
- Бізнес, культура, дипломатія
- Авто-life
- Компанії та ринки
- Ми вам покажемо
- PRO нерухомість
- Open Case
- Агроновини
- Акцент
- Новини online
- Огляд зарубіжної преси
- Top-5
- Особистий рахунок: як безпечно керувати власними фінансами

## Логотипи
Телеканал змінив 2 логотипи.
| Логотип | Опис |
| ------- | --- |
|         | З 20 листопада 2006 по 31 січня 2011 року логотипом телеканалу була відламана буква «Д» синього кольору у стилі хайтек. Знаходився у лівому верхньому куті екрана. |
|         | З 1 лютого 2011 по 31 січня 2023 року логотип складався із синього прямокутника з білим написом «ПЕРШИЙ ДІЛОВИЙ». Нижче розташований білий прямокутник із синім написом «Телеканал». Логотип анімований: назва каналу відображалася також англійською (англ. «First Business Channel») і російською (рос. «Первый Деловой телеканал») мовами. Знаходився там же. |